# أقليم مملكة فرنسا

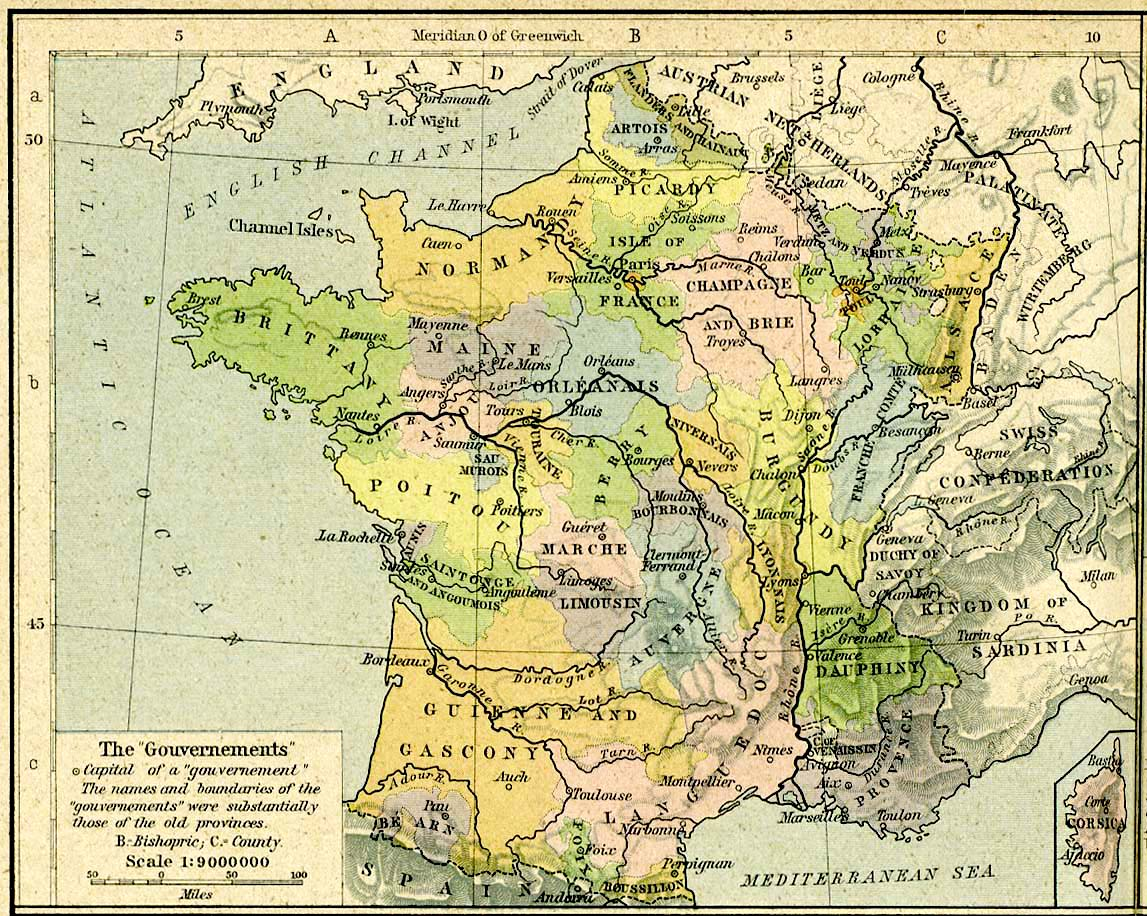
Les anciens gouvernements de France (1789)

أقليم مملكة فرنسا. (بالفرنسية: Territoires du royaume de France)‏، في فرنسا، تحت نظام فرنسا القديم، المحافظات كانت مختلف المناطق التي تتألف منها المملكة، حتى تفككت من قبل المجلس الوطني التشريعي (الثورة الفرنسية) وإنشاء تقسيمات إدارية للإدارات في عام 1790.
اليوم، المصطلح مقاطعة بقي يستخدم للإشارة إلى المجموعات الجغرافية الإقليمية، والذين يحافظون على الهوية الثقافية واللغوية.